# Companhia Ferroviária São Paulo-Paraná
A Companhia Ferroviária São Paulo-Paraná foi uma empresa ferroviária brasileira constituída a partir de 1920, inicialmente como Companhia Ferroviária Noroeste do Paraná, após concessão do Estado do Paraná para construção de uma ferrovia. Em 12 de junho de 1924 foi inaugurada oficialmente, sendo seu primeiro trecho desde a estação de Ourinhos, no estado de São Paulo, à estação Leoflora, no estado do Paraná. Em 1928, foi assumida pela Paraná Platations, de capital inglês, a qual deu continuidade ao projeto ferroviário rumo a oeste, adentrando o Estado do Paraná, seguindo ao sul do leito do Rio Paranapanema. Foi a principal propulsora do desbravamento e desenvolvimento do norte do Estado do Paraná junto da Companhia de Terras do Norte do Paraná, também pertencente à Paraná Plantations, ocasionando no surgimento de diversas cidades, entre elas o importante município de Londrina.

## Histórico
Durante a segunda metade do século XIX surgiram no inexplorado norte paranaense alguns núcleos de povoamento, especialmente fundados por migrantes paulistas e mineiros. Entre outros podemos citar Tomazina, São José do Cristianismo (São José da Boa Vista), Wenceslau Braz, Colônia Mineira (Siqueira Campos), Santo Antônio da Platina, Maria Ferreira (Ribeirão Claro) e Ourinho (Jacarezinho).
Nesta região paranaense foram criadas diversas fazendas, sendo seu principal produto o café. Nesse contexto inicia-se o debate na primeira década do século XX quanto a construção de uma estrada de ferro que atendesse essa nova demanda. Eis que a Estrada de Ferro São Paulo-Rio Grande, através de decreto federal, consegue a concessão para construção de um ramal partindo de Jaguariahyva e seguindo para o norte, a fim de alcançar o vale do rio Paranapanema na divisa com o estado de São Paulo.
Mesmo a Estrada de Ferro São Paulo-Rio Grande tendo a concessão para construção deste ramal desde a década de 1900, a obra foi iniciada somente em 1912, sendo o primeiro trecho entre Jaguariahyva e São José (Calógeras) inaugurado em 1915. Enquanto isso, a Estrada de Ferro Sorocabana já havia alcançado o sudoeste paulista e a margem direita do Paranapanema, especialmente entre Ourinhos e Salto Grande do Paranapanema, e continuava avançando para o rio Paraná, na divisa com o estado do Mato Grosso. A construção deste ramal da EFSPRG, depois conhecido como Ramal do Paranapanema, se arrastou por mais de duas décadas, alcançando Jacarezinho somente em 1930, que ainda não era seu ponto terminal.
Enquanto a estrada de ferro não se concretizava, já na segunda metade da década de 1910 os fazendeiros e autoridades da região de Jacarezinho estavam desgostosos por ver a EFS passando em seus portões, porém não alcançando as suas terras e cidade. Um grande problema na região era a travessia do rio Paranapanema, principalmente para as mercadorias e a safra em ambos os sentidos, pois havia somente uma balsa instalada entre Jacarezinho e a estação de Ourinhos, com um custo muito alto, e que durante certos períodos causou muito debate.
A Estrada de Ferro Noroeste do Paraná foi criada neste contexto com o objetivo de tornar-se rota de escoamento da produção do norte pioneiro do Paraná para as metrópoles brasileiras e para o porto de Santos, especialmente ligando as cidades de Ourinhos e Cambará.
Para criação desta companhia formou-se um grupo de empresários, os quais, entre outras personalidades, podemos destacar o sr. Willie Davids (prefeito de Jacarezinho e deputado estadual entre 1914 e 1920), o major Barbosa Ferraz (fazendeiro), sr. Leovigildo Barbosa Ferraz (fazendeiro), sr. Gabriel Ribeiro dos Santos (político e membro de associações de agricultura) e o coronel Procópio (fazendeiro).
Com as negociações políticas de Willie Davids junto ao governo paranaense, o grupo conseguiu através do decreto nº 896 de 20 de agosto de 1920 do Estado do Paraná a autorização para a construção de uma ferrovia do ponto mais conveniente entre Jacarezinho e a barranca esquerda do rio Paranapanema (onde deveria entroncar com o Ramal do Paranapanema) seguindo em direção ao rio Tibagy, criando então a Companhia Ferroviária Noroeste do Paraná. A mesma companhia conseguiu através do decreto nº 3.536 de 25 de novembro de 1922 do Estado de São Paulo a concessão para a construção da ferrovia desde a estação de Ourinhos até a margem direita do rio Paranapanema.
No extremo norte do Paraná, após a aprovação de ambos estados, em 1923 a Companhia Ferroviária Noroeste do Paraná deu início à construção do primeiro trecho entre Ourinhos e a Fazenda Água do Bugre (de propriedade de Barbosa Ferraz), onde seria construída a estação Leoflora. Em 1924, antes da inauguração da Noroeste do Paraná, foi realizada uma assembleia que aprovou a alteração do nome para Companhia Ferroviária São Paulo-Paraná, argumentando que haveria uma confusão entre a sigla da companhia (NOP) com a sigla da Estrada de Ferro Noroeste do Brasil (NOB), e também que a mesma tinha concessão nos dois estados, e que seria reconhecida pela ligação entre os mesmos.
Desta forma, no dia 12 de junho de 1924 partiu da estação de Ourinhos o trem inaugural da Companhia Ferroviária São Paulo-Paraná, cruzando o rio Paranapanema pela ponte rodoferroviária de madeira que fora construída alguns anos antes pela mediação do senador paulista Mello Peixoto. No lado paranaense foram inauguradas as estações Presidente Munhoz e a estação Leoflora. No ano seguinte foi inaugurado o trecho até a cidade de Cambará.
Com dificuldades financeiras, o grupo de fazendeiros não conseguiram fazer com que a estrada de ferro avançasse com seus trilhos. Mesmo assim, em 06 de novembro de 1927 a SPP realizou a inauguração da nova e definitiva ponte ferroviária sobre o rio Paranapanema, toda em estrutura metálica treliçada.
Em 1928, a concessão foi transferida para a inglesa Paraná Plantations, que alterou seu nome para Estrada de Ferro São Paulo-Paraná. Gradativamente a linha avançou para oeste, quando atingiu Londrina em 28 de julho de 1935. Os planos dos  ingleses eram grandiosos, tendo como objetivo inicial chegar a cidade de Assunção, capital do Paraguai.
Posteriormente, também se entroncou com com o Ramal do Paranapanema da Estrada de Ferro São Paulo-Rio Grande em 1937, quando inaugurada a estação de Marques dos Reis, no município de Jacarezinho, a poucos metros da ponte sobre o rio Paranapanema, bem próximo à Ourinhos.
No ano de 1944 a SPP foi incorporada à Rede Viação Paraná-Santa Catarina através do Decreto-Lei nº 6.412 de 10 de abril.
Em 1957, a RVPSC foi incorporada pela RFFSA. Segundo dados, entre 1975 e 1982, a linha de Ourinhos a Cianorte (cidade que atingiu em 1972), servia a 46 estações.

## Trechos da SPP[10]
| Trecho                           | Abertura   | km | Soma |
| -------------------------------- | ---------- | -- | ---- |
| Ourinhos - Leoflora              | 1924-06-12 | 21 | 21   |
| Leoflora - Cambará               | 1925-07-01 | 8  | 29   |
| Cambará - Ingá                   | 1930-04-15 | 29 | 58   |
| Ingá - Bandeirantes              | 1930-07-01 | 24 | 82   |
| Bandeirantes - Cornélio Procópio | 1930-12-01 | 43 | 125  |
| Cornélio Procópio - Congonhas    | 1932-05-03 | 17 | 142  |
| Congonhas - Jataí Paraná         | 1932-05-03 | 42 | 184  |
| Jataí Paraná - Londrina          | 1935-01-01 | 26 | 210  |
| Londrina - Nova Dantzig (Cambé)  | 1935-12-01 | 14 | 224  |
| Nova Dantzig (Cambé) - Rolândia  | 1936-01-01 | 12 | 236  |
| Rolândia - Arapongas             | 1941-01-01 | 15 | 251  |
| Arapongas - Apucarana            | 1942       | 18 | 269  |

## Impulso para o desenvolvimento e dificuldades enfrentadas

### Norte do Paraná

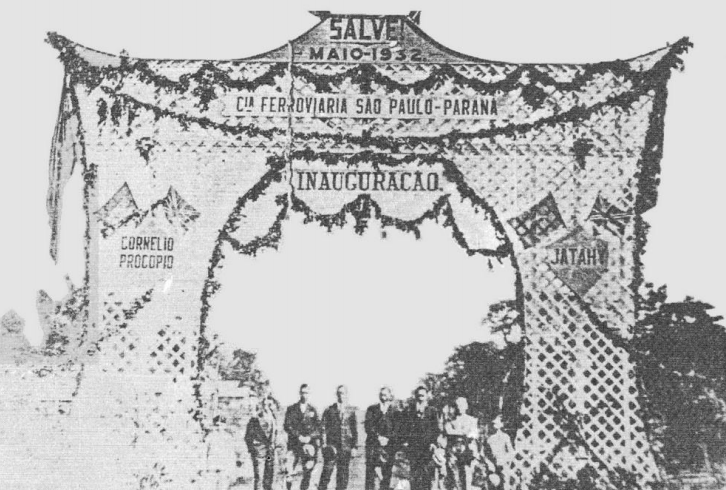
Inauguração do trecho entre Cornélio Procópio e Jataizinho em 3 de maio de 1932.

"As already noted, the initial settlement of the north of Paraná was spontaneous, following the future course of the São Paulo-Paraná Railway, which did not reach the Tibagi River until 1932. Cambará (1904-1908) marked the start of the conquest of the new region and most of the land from there to the Tibagi was privately owned in large tracts. Colonization of much of this area was priva te as large land owners divided their properties into small lots which they sold for urban lots and agricultural settlement. By the time the railway reached each new town, the nearby virgin forests had already fallen before a quick wave of settlers and it was flourishing, creating a reputation for riches which accelerated each new invasion of newcomers. The magnificent high broad-leaf forests of predominantly deciduous hardwoods, which had originally covered most of São Paulo and about half of Paraná, were closely associated with the region's richest soils. Those of Paraná, limited to the state's long unpopulated north and west, had scarcely been touched in 1920. Yet, beneath them for eons had lain areas of highly fertile terra roxa soils, far greater in extent than any found in São Paulo, including the zone of Ribeirão Preto. Since terra roxa was the soil par excellence for coffee culture, its magnetic pull was inevitable as its presence became known."
"A presença britânica fez com a construção da Ferrovia São Paulo-Paraná fosse efetivada. Além de Londrina, todo o território as margens da estrada de ferro foi então rapidamente vendido proporcionando o surgimento e o consequente desenvolvimento de toda região subjacente. Surgiram as cidades de Andirá, Bandeirantes, Santa Mariana, Cornélio Procópio e Uraí além de diversas povoações contando-se apenas aquelas situadas no Norte Pioneiro do Paraná. Na região Norte, situada a Oeste do Rio Tibagi a participação dos britânicos foi mais intensa com a ação da Companhia de Terras Norte do Paraná que vendeu as terras e criou as condições de infraestrutura necessárias a ocupação e colonização. A vasta área entre Londrina e Cianorte foi loteada e vendida a milhares de colonos até pelo menos o fim da Segunda Guerra quando a CTNP (Companhia de Terras do Norte do Paraná) foi vendida à empresários brasileiros e deu origem a Companhia Melhoramentos do Norte do Paraná, responsável pela colonização da região de Maringá."
"Na chegada do primeiro trem de passageiros [a Cornélio Procópio], houve grande alvoroço na comunidade ferroviária, única testemunha do evento. Os primeiros trens de passageiros eram constituídos de uma pequena locomotiva a vapor, a “Maria Fumaça”, de n° 12, ou 14, que puxava apenas dois vagões. O primeiro dos vagões era dividido em três partes: na primeira estava o correio, na segunda, os valores guardados num cofre de aço, e na terceira, eram colocados os doentes graves para serem transportados a Ourinhos, onde havia recursos médicos e cirúrgicos. O segundo vagão era dividido em duas seções para os passageiros de 1ª e de 2ª classes. Na 1ª classe viajavam os “ricos”, proprietários e compradores cujos bancos eram almofadados, e na 2ª, bancos de madeira, viajavam os “pobres” e os sovinas. Os ingleses, inventores da máquina a vapor e da locomotiva, tinham a exclusividade da tecnologia da indústria ferroviária. Para o Norte do Paraná, trouxeram locomotivas diretamente da África, onde a Sudan Plantations estava em fase de extinção. As caixas d‟água, patamares e complexos foram trazidos desmontados da Inglaterra, via marítima, em demoradas viagens."
"Desde o dia 1º do corrente ano que está correndo o trem de passageiros até Londrina e, si dentro dos precisos termos do contracto não foi concluída a obra, foi porque houve o imperioso motivo de força maior ― a epidemia da maleita ― que assolou Jatahy, mas, dentro dos precisos termos contractuaes ella esteve terminada, tanto que a sua digna directoria prorrogou o prazo e, sua expectativa foi mesmo excedida, pois quando julgava que só em agosto estaria terminada, já nos últimos dias de junho trafegavam sobre a ponte os trens de carga e por isso porque, cedida a epidemia, pudemos obter o rendimento de mão de obra em condições normais. Essa verdadeira calamidade pública, que este anno se manifestou com singular violência em Jatahy, a ponto de o governo do Paraná enviar para ahi uma missão médica, causou também a nós não pequenos prejuízos, pondo fora de serviço mais de uma centena de operários e obrigando-nos a manter serviços médicos e hospitalares aqui em Londrina e em São Paulo, além de soccorros às famílias dos operários doentes, que por dever de humanidade lhes prestamos."
"A partir de 1925, o Norte do Paraná foi submetido a uma notável divisão territorial, que acolheu uma população numerosa, transformando aquelas áreas em verdadeiros centros de produção, onde circulam bens de consumo e de exportação. Um dos fatores do progresso paranaense foi a veloz expansão do Norte do Paraná, que se processou ao longo da linha da Companhia Ferroviária São Paulo-Paraná, construída aproximadamente no rumo Leste-Nordeste a Oeste-Sudoeste. Depois de atravessar o Paranapanema em Ourinhos, o traçado se afastou cada vez mais do rio, em demanda a Guaíra e ao Paraguai."
"A Companhia Ferroviária São Paulo-Paraná obtivera pelo Decreto nº 450, de 20 de abril de 1928, o privilégio de uso e gozo por noventa anos, concessão que ficou extensiva desde Ourinhos até Cambará e ali, transpondo o rio Tibagi, seguindo em direção ao Espigão Divisor entre os rios Paranapanema e Tibagi até o percurso de 280 quilômetros, em ponto conveniente ao prolongamento da mesma estrada até o rio Paraná, onde fosse mais próximo aos portos de São José e Guaíra."

### Ourinhos
"Em completo desacordo com o crescente movimento ferroviário desta cidade, a estação local vem sendo motivo de constantes aborrecimentos aos que precisam viajar. Com sua exígua plataforma abarrotada de mercadorias e ponto de baldeação da RVPSC, oferece sério perigo no embarque e desembarque de passageiros. Ourinhos há muito merece uma estação que proporcione escoamento ao vultoso movimento de despachos que aí se processa"
"Um milhão de pés de café, plantados em 1910, trariam para Ourinhos uma segunda estrada de ferro, mais progresso e até a inesperada visita de dois príncipes ingleses. A conquista do chamado Norte Velho do Paraná passa pela cidade que se tornaria um importante entroncamento ferroviário durante décadas. A aventura foi desencadeada pelo fazendeiro Antônio Barbosa Ferraz Júnior, conhecido como major Barbosa, proprietário da Fazenda Água do Bugre, em Cambará, e iniciador da Estrada de Ferro São Paulo-Paraná."

### Londrina

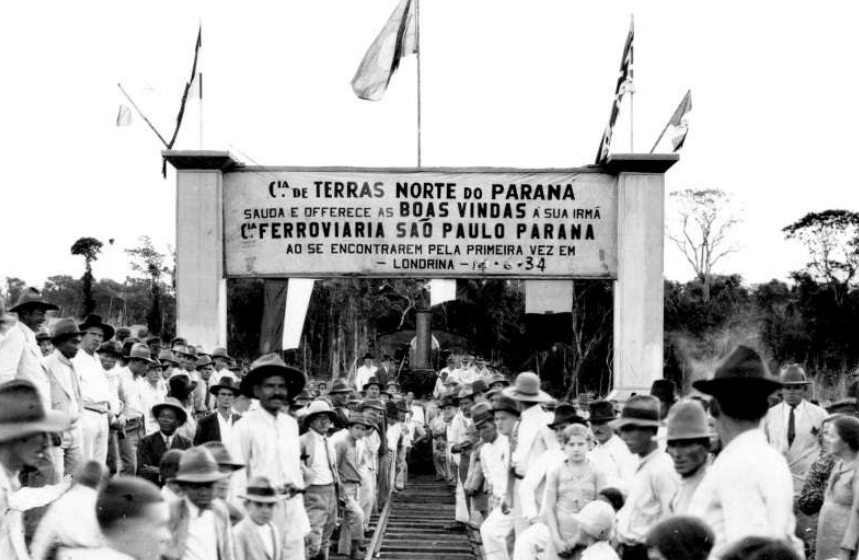
Comemoração do término do assentamento dos trilhos da Estrada de Ferro São Paulo-Paraná até Londrina, ainda em 1934, antes da conclusão das obras da ponte sobre o rio Tibagi.

"Londrina, a capital do norte paranaense e a mais progressista cidade do nosso interior, espelha, no seu surpreendente desenvolvimento, a admirável presença das terras roxas. Quem, há vinte anos, conheceu a região norte do Estado certamente não imaginou que, em meio àquela selva bruta, onde de espaço em espaço alguns caboclos procedentes do sul ousavam fazer seus pequenos roçados, se erguia uma majestosa e moderna metrópole, que seria o centro do comércio cafeeiro da promissora zona. Em 1931, colonos alemães e japoneses construíram as primeiras casas no local onde se ergueria a Cidade-Menina. Uma bem aparelhada gare ferroviária da Rede Viação Paraná-Santa Catarina embarca na época de safra, que se estende de maio até julho, centenas de milhares de sacas da preciosa rubiácea e cereais vários, como milho, arroz e algodão."
"Sendo inaugurada a 1ª Estação Ferroviária de Londrina em 28 de julho de 1935, culminado com a chegada do 1º trem (Maria Fumaça) no Município. Tendo um crescente aumento de volume de carga e passageiros a estação já não atendia as necessidades com certo conforto. Em 1944, logo após a incorporação da Cia. Ferroviária São Paulo-Paraná à Rede de Viação Paraná Santa Catarina e que tinha como diretor o Cel. Durival de Brito e Silva que levando em consideração a importância do Norte do Paraná resolveu que se fizesse a construção monumental de uma Estação em Londrina. Sendo que a organização do projeto da nova Estação Ferroviária ficou sob a responsabilidade do Engenheiro Raphael Assumpção, tendo a assinatura do projeto arquitetônico do Sr. Euro Brandão.Como memória justificativa do Orçamento da Estação de 11 de agosto de 1945, consta que: “A atual estação de Londrina é suficiente ao movimento de mercadoria e passageiros naquela localidade. Por este motivo e diante do crescente desenvolvimento daquele próspero município do Norte do Estado, foi organizado o presente projeto e orçamento de uma nova e ampla estação em alvenaria, com todas as instalações necessárias ao tráfego, tais como agência e dependências e serviço comercial, escritório da Residência da Via permanente, serão alí instalados. O projeto prevê as melhores acomodações aos serviços da Rede e conforto ao público”.

### Ponte do Paranapanema
"Pelos vapores 'Maasland' e 'Poeldijk', procedentes de Amsterdam, recebeu a Cia. Ferroviaria São Paulo-Paraná no porto de Santos, grande parte da superestructura metallica destinada á ponte que está construindo para a sua via ferrea no rio Paranapanema."
"A futurosa e dentro em breve grandiosa São Paulo-Paraná, que parte de Ourinhos e penetra no uberrimo Norte do Paraná, contratou no anno passado a Cia. Simens Schuckert a construcção (...) de uma bella e solida ponte metallica sobre o Paranapanema (...). Os pillares de concreto já estão quase prontos (...) e o assentamento da superstructura já em adeantado inicio (...). Falou, então, o dr. Gregorio Rosenberg, dizendo que aproveitava a opportunidade de se ir proceder ao enchimento do último pillar, situado exactamente na linha divisória do Estado de S. Paulo e do Paraná, para, na pessoa dos convidados, saudar os dois municípios - Cambará e Ourinhos (...)."